# 松倉友二
松倉友二（日语：／ Matsukura Yūji，1972年2月27日—），日本男性動畫製作人、動畫公司J.C.STAFF執行董事製作本部長及系列公司Jam Creation董事長。出身於京都府。

## 人物簡介
1992年從代代木動畫學院大阪校畢業之後，立即進入動畫公司J.C.STAFF上班，從此他以年僅20歲破例擔任製作人開始，提攜過該公司的許多動畫作品。2005年播出的電視動畫《我的太太是魔法少女》曾經兼任劇本統籌。

## 擔任作品
※作品名稱後面未標示括號的職位名稱表示擔任總製作人。

### 電視動畫
1997年
- 少女革命（擔任動畫製作）

1998年
- 愛莉絲SOS（動畫製作人）
- 魔術士歐菲
- 男女蹺蹺板（動畫製作人）

1999年
- 宇宙戰艦山本洋子（動畫製作人）
- 魔術士歐菲 Revenge
- 迷糊女戰士

2000年
- 幽浮寶貝（動畫製作人）
- 愛上壞壞的死神

2001年
- 魔法戰士李維
- PaRappa the Rapper（日语：パラッパラッパー）（動畫製作人）
- 小小雪精靈

2002年
- 青出於藍
- 笑園漫畫大王 THE ANIMATION
- 推理之絆（製作統籌）

2003年
- 6/17秀逗美眉
- 魔法使的條件（動畫製作人）
- 高機動幻想 ～嶄新之行軍歌～（日语：ガンパレード・マーチ 〜新たなる行軍歌〜）（動畫製作人）
- 一騎當千
- 愛的魔法
- 青出於藍 ～緣～
- 月姬
- R.O.D -THE TV-（動畫製作人）

2004年
- 忘却的旋律
- 老師的時間 DOKI DOKI SCHOOL HOURS
- 極上生徒會

2005年
- 我的太太是魔法少女（製作人、劇本統籌）
- LOVELESS
- 星艦駕駛員（動畫製作人）
- 蜂蜜與四葉草（動畫製作人）
- 灼眼的夏娜（企劃製作）

2006年
- 甦醒的天空 -RESCUE WINGS-（日语：よみがえる空 -RESCUE WINGS-）
- 零之使魔（動畫製作人）
- 蜂蜜與四葉草II（動畫製作人）
- 後天的方向。（動畫製作人）
- 冬季花園（動畫製作人）
- Ghost Hunt（動畫製作人）

2007年
- 交響情人夢（動畫製作人）
- 灼眼的夏娜II（企劃製作）
- 零之使魔 雙月的騎士（動畫製作人）
- 天翔少女
- 土豆蛋黃醬
- 君吻 pure rouge

2008年
- 死後文
- 零之使魔 三美姬的輪舞（動畫製作人）
- 隱王
- 秀逗魔導士REVOLUTION
- 虎與龍
- 魔法禁書目錄（企劃製作）
- 交響情人夢 巴黎篇（動畫製作人）

2009年
- 秀逗魔導士EVOLUTION-R
- 旋風管家（動畫製作統括）
- 初戀限定。（企劃製作）
- 大正野球娘。（動畫製作統括）
- 青之花
- 科學超電磁砲（企劃製作）

2010年
- 交響情人夢 最終篇（動畫製作人）
- 無法掙脫的背叛
- 學生會長是女僕！
- 野狼大神與七位夥伴（動畫製作統括）
- 爆漫王。（動畫製作人）
- 少女妖怪 石榴
- 偵探歌劇 少女福爾摩斯
- 魔法禁書目錄II（企劃製作）

2011年
- 食夢者瑪莉（動畫製作統括）
- 緋彈的亞莉亞
- 神的記事本（企劃製作）
- 快盜天使雙胞胎 ～KYUNKYUN☆心跳樂園!!～
- 爆漫王。2（動畫製作人）
- 少年同盟
- 灼眼的夏娜III -FINAL-（企劃製作）

2012年
- 偵探歌劇 少女福爾摩斯 第2幕
- 愛殺寶貝
- 零之使魔F（動畫製作統括）
- 在那個夏天等待
- 少年同盟2
- 聖靈家族 -La storia della Arcana Famiglia-（動畫製作統括）
- 女子落語
- 爆漫王。3（動畫製作人）
- 校園剋星（企劃製作）
- 櫻花莊的寵物女孩（製作統括）

2013年
- 科學超電磁砲S（企劃製作）
- 變態王子與不笑貓。（動畫製作統括）
- 二人是少女福爾摩斯
- 青春紀行（動畫製作統括）
- 校園剋星 ～Refrain～（企劃製作）

2014年
- 魔女的使命（企劃製作）
- selector infected WIXOSS（企劃製作）
- 風雲維新大將軍
- 修業魔女璐璐萌（企劃製作）
- LOVE STAGE!!
- selector spread WIXOSS（企劃製作）

2015年
- 在地下城尋求邂逅是否搞錯了什麼（動畫製作統括）
- 食戟之靈（企劃製作）
- 下流梗不存在的灰暗世界（動畫製作統括）
- 監獄學園（總製作人）
- 重裝武器（動畫製作統括）

2016年
- 飛翔的魔女（動畫製作統括）
- 食戟之靈 貳之皿（企劃製作）
- TABOO TATTOO -禁忌咒紋-（動畫製作統括）
- 藍海少女！（動畫製作統括）
- 齊木楠雄的災難（動畫製作統括）
- Lostorage incited WIXOSS（企劃製作）

2017年
- 烏菈菈迷路帖
- 南鎌倉高校女子自行車社（動畫製作人）
- 學園少女突襲者（總製作人）
- MARGINAL#4從KISS開始創造的BigBang
- 愛麗絲與藏六（企劃製作）
- 快盜天使雙胞胎BREAK
- 劍姬神聖譚 在地下城尋求邂逅是否搞錯了什麼 外傳（總製作人）
- 梵諦岡奇蹟調查官

2018年
- Lostorage conflated WIXOSS（企劃製作）
- 食戟之靈 餐之皿 遠月列車篇（企劃製作）

### OVA
1993年
- 超時空世紀歐卡斯02（擔任製作）

1995年
- 亞爾斯蘭戰記 征馬孤影（擔任製作）

1996年
- 鬥神傳（日语：闘神伝）（擔任製作）
- 秀逗魔導士SPECIAL（擔任製作）
- 超人學園（日语：超人学園ゴウカイザー）（擔任製作）

1998年
- 秀逗魔導士 EXCELLENT（製作統籌）

2001年
- 貓湯
- 新世紀魔法少女（日语：ぷにぷに☆ぽえみぃ）
- 校園外星人

2003年
2009年
- 灼眼的夏娜S（企劃製作）

2010年
- 今天開始談戀愛（動畫製作人）
- 科學超電磁砲（企劃製作）

2012年
- 小加速世界（動畫製作人）

2015年
- 快盜天使雙胞胎 ～KYUNKYUN☆心跳樂園!!～（動畫製作人）

### 電影動畫
1992年
- 亞普菲蘭特物語（製作進行）

1996年
- 秀逗魔導士 RETURN（擔任製作）

1997年
- 秀逗魔導士 GREAT（擔任製作）

1998年
- MAZE☆爆熱時空 天變威脅的大巨人（製作統籌）
- 秀逗魔導士 GORGEOUS（製作統籌）

1999年
- 少女革命 ～思春期默示錄

2007年
- 劇場版 灼眼的夏娜（動畫製作人）

2013年
- 劇場版 魔法禁書目錄：恩底彌翁的奇蹟（製作人）

### 遊戲
2005年
- WILD ARMS the 4th Detonator（日语：ワイルドアームズ ザ フォースデトネイター）（製作）

2009年
- 虎與龍攜帶版（特別感謝）

2013年
- 魔法與科學的群奏活劇（動畫統括）

## 來源
1. ↑  . J.C.STAFF.   [2016-07-28]. （原始内容存档于2021-01-04） （日语）.
2. 1 2  .   [2016-07-28]. （原始内容存档于2021-01-04） （日语）.
3. ↑  .   [2016-07-28]. （原始内容存档于2016-03-30） （日语）.